# Distrito de Terme
Terme es un distrito de la provincia de Samsun en la Región del Mar Negro de Turquía. Su capital es la ciudad de Terme.

## Geografía

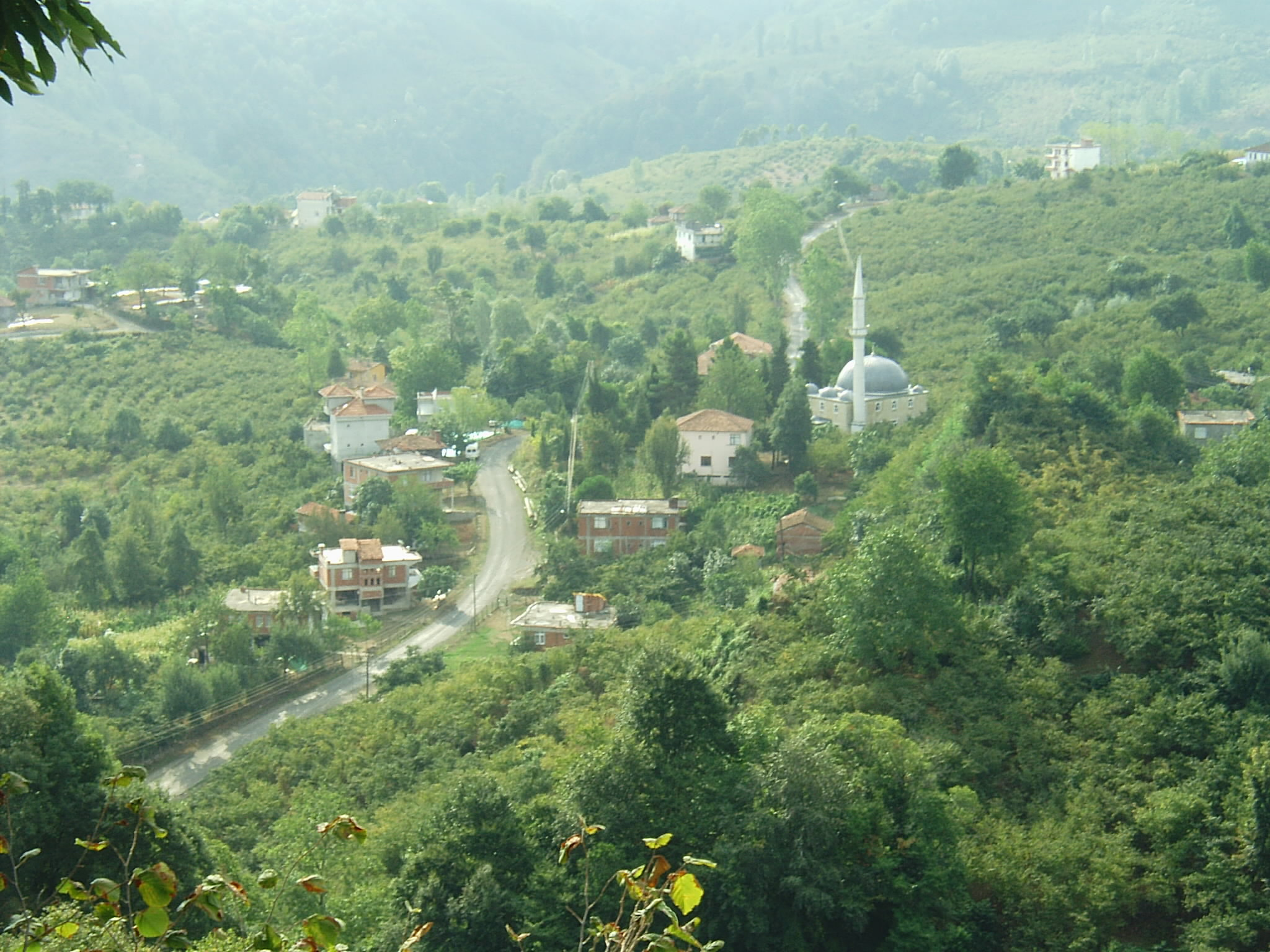
Kuşça, un pueblo rural en el distrito de Terme

Está situada al este de la ciudad de Samsun, entre el Mar Negro (N), y los distritos de Çarşamba (O), Salıpazarı y Akkuş (S) y Ünye (E). (El primero perteneciente a Samsun y los otros tres a la provincia de Ordu.)
La población del distrito es de 73,615 personas censados en 2013.

## Etimología
Tanto el nombre actual como en la antigüedad (Thèrmae, Θέρμαι) de la ciudad viene del río Terme.

## Historia
Los editores del Barrington Atlas of the Greek and Roman World sitúan a Temiscira —el semilegendario hogar de las amazonas— «en o cerca» de Terme.